# Cheyenne (jméno)
Cheyenne je ženské a mužské křestní jméno indiánského původu. Může být odvozeno z dakotského slova šahíyena znamenající malý Šahíya (Kríové) či rudí mluvčí. Nazývá se tak severoamerický kmen Čejenů. Údajně toto jméno bylo darováno Dakotům poněvadž jejich jazyky jsou nepříbuzné. Jako křestní jméno se dává od roku 1950.

Cheyenne může být i odžibského „Sáhea'eo'o“, slovo které zní podobně jako dakotské slovo šahíya.

## Známí nositelé
- Cheyenne Campbell, novozélandský ragbista
- Cheyenne Dunkley, britský fotbalista
- Cheyenne Jackson, americká herečka a zpěvačka
- Cheyenne Kimball, americká zpěvačka
- Cheyenne Woods, americká golfistka
- Cheyenne, písnička
- Cheyenne Hart Montgomery – fiktivní postava ze seriálu Deník zasloužilé matky